# Альмон (коммуна)
Альмон (фр. Allemond) — коммуна во Франции, находится в регионе Рона — Альпы. Департамент коммуны — Изер. Входит в состав кантона Ле-Бур-д'Уазан. Округ коммуны — Гренобль.
Код INSEE — 38005. Население коммуны на 1999 год составляло 765 человек. Населённый пункт находится на высоте от 702 до 2969 метров над уровнем моря. Муниципалитет расположен на расстоянии около 500 км юго-восточнее Парижа, 120 км юго-восточнее Лиона, 26 км восточнее Гренобля. Мэр коммуны — Alain Ginies, мандат действует на протяжении 2008—2014 годов.
Динамика населения (INSEE):